# PCI eXtensions for Instrumentation

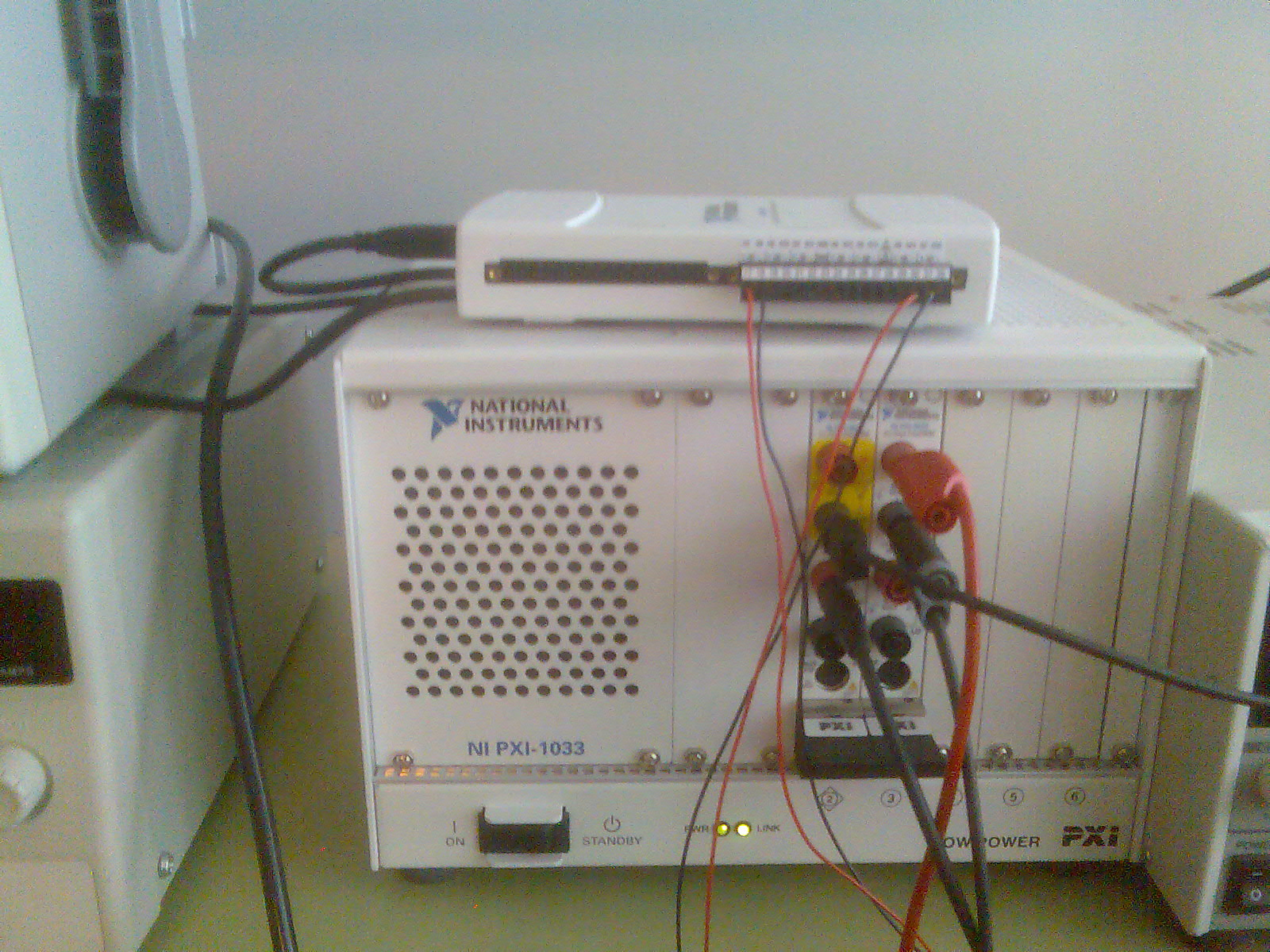
National Instruments PXI-1033 chassi

PCI eXtensions for Instrumentation (PXI) är en av flera modulära elektroniska instrumentplattformar som är i bruk.  Dessa plattformar används som bas för att bygga elektronisk testutrustning, automationssystem, modulära laboratorieinstrument inom vetenskap och liknande.  PXI är baserat på standardiserade industribussar och tillåter flexibilitet när utrustning byggs.  Moduler utrustas ofta med speciellt anpassad mjukvara för att hantera systemet.